# Episodi di Groove High
La prima stagione della serie televisiva Groove High è andata in onda nel Regno Unito dal 10 novembre 2012 su Disney Channel.
In Italia la stagione viene trasmessa in prima visione dal canale pay Disney Channel dall'8 luglio 2013.
| nº | Titolo originale              | Titolo italiano                  | Prima TV Regno Unito | Prima TV Italia |
| -- | ----------------------------- | -------------------------------- | -------------------- | --------------- |
| 1  | Last Tango At A-List          | Ballo in maschera                | 10 novembre 2012     | 8 luglio 2013   |
| 2  | The Inside Man                | Vittoria truccata                |                      | 9 luglio 2013   |
| 3  | He's Gotta Have It            | Deve essere sua!                 |                      | 10 luglio 2013  |
| 4  | The Boy In The Plastic Bubble | Il ragazzo nella bolla           |                      | 11 luglio 2013  |
| 5  | The Fan                       | La fan                           |                      | 12 luglio 2013  |
| 6  | Not Quite The Sound Of Music  | Il re del bimbo pop              |                      | 15 luglio 2013  |
| 7  | Single White Guitarist        | Una campana per due              |                      | 16 luglio 2013  |
| 8  | Reality Bites                 | Reality High                     |                      | 17 luglio 2013  |
| 9  | Zoey Dynamite                 | La campagna elettorale           |                      | 18 luglio 2013  |
| 10 | A Little Fight Music          | La canzone della discordia       |                      | 19 luglio 2013  |
| 11 | Big Night At Groove High      | Pentole e fornelli               |                      | 22 luglio 2013  |
| 12 | There's Something About Rusty | Un film con Rusty                |                      | 23 luglio 2013  |
| 13 | A Fright At The Opera         | Intrigo all'Opera                |                      | 24 luglio 2013  |
| 14 | Slightly Ballroom             | La prova di danza                |                      | 25 luglio 2013  |
| 15 | Mr And Mrs Doubtfire          | Doppia coppia                    |                      | 26 luglio 2013  |
| 16 | The Secret Gardener           | Il giardiniere misterioso        |                      | 29 luglio 2013  |
| 17 | Trading Places                | Duke alla Groove High            |                      | 30 luglio 2013  |
| 18 | The Lie Who Loved Me          | Canzone triste                   |                      | 31 luglio 2013  |
| 19 | Hatman Begins                 | Come tutto iniziò                |                      | 1º agosto 2013  |
| 20 | Groovily Ever After           | Il primo bacio non si scorda mai |                      | 2 agosto 2013   |
| 21 | School Of Lock                | Caccia al ladro                  |                      | 5 agosto 2013   |
| 22 | My Cousin Tommy               | I privilegi di una rockstar      |                      | 6 agosto 2013   |
| 23 | Text, Lies And Videogames     | SMS, bugie e videogames          |                      | 7 agosto 2013   |
| 24 | Jump Up The Volume            | Salto per la vittoria            |                      | 8 agosto 2013   |
| 25 | A Christmess Carol            | Natale a Groove High             |                      | 9 agosto 2013   |
| 26 | Duet The Right Thing          | Sfida all'ultima rima            |                      | 12 agosto 2013  |